# عمارة إسكتلندا المعاصرة المبكرة

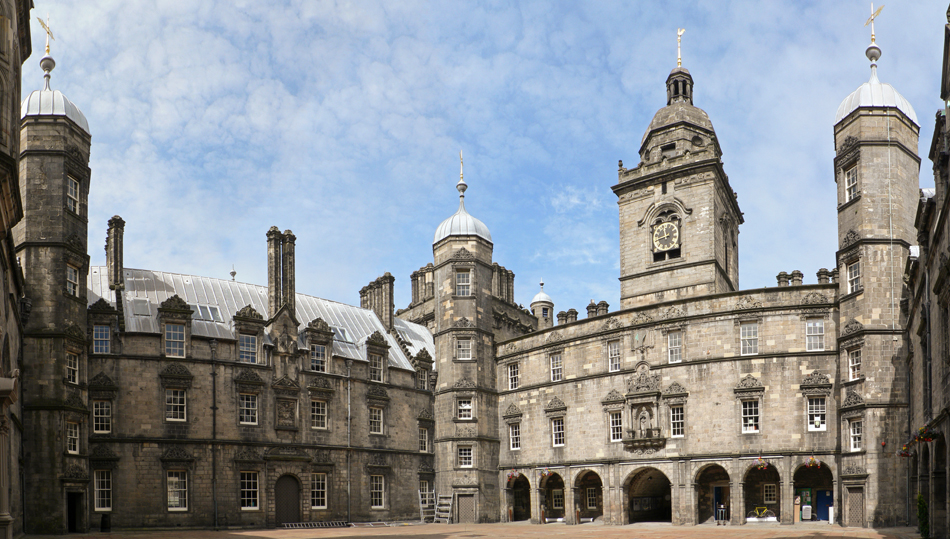
مستشفى جورج هاريوت العائد للقرن السابع عشر في إدنبرة

تشمل العمارة المبكرة لاسكتلندا المعاصرة جميع المباني داخل حدود مملكة اسكتلندا، وذلك منذ أوائل القرن السادس عشر وحتى منتصف القرن الثامن عشر. تتوافق هذه الفترة تقريبًا مع العصر الحديث المبكر في أوروبا، بدءًا من عصر النهضة والإصلاح وتنتهي مع بداية عصر التنوير والتحول الصناعي.
استفادت العمارة العامية من المواد المحلية مثل الحجر والعشب إلى جانب الخشب في حال توافره. عاش معظم السكان في قرى صغيرة ومنازل معزولة، تميزت بكونها متطاولة يتقاسمها البشر مع الحيوانات، وكان هذا هو الشكل الأكثر شيوعًا للمساكن في جميع أنحاء اسكتلندا. عاش نحو 10% من السكان في البرغ، في مزيج من المنازل نصف الخشبية والحجرية.
بدأ تأثير عصر النهضة على العمارة الاسكتلندية في عهد جيمس الثالث في أواخر القرن الخامس عشر مع إعادة بناء القصور الملكية مثل قصر لينليثجو، وبلغ ذروته في عهد جيمس الخامس. أثر الإصلاح بشكل كبير على العمارة الكنسية منذ منتصف القرن السادس عشر فصاعدًا، وهذا ما أدى إلى ظهور مبان كنسية بسيطة خالية من الزخرفة. بُنيت منازل خاصة رائعة وبأسلوب مميز عُرف باسم الأسلوب الإسكتلندي الباروني، وذلك منذ ستينيات القرن السادس عشر. جمعت هذه المنازل ميزات عصر النهضة مع الميزات الخاصة بالقلاع الاسكتلندية وبيوت الأبراج، وهذا ما نتج عنه منازل أكبر وأكثر راحة.
بعد الترميم الحاصل في عام 1660، انتشرت موضة للمنازل الكبيرة الخاصة، احتوت تصاميم متأثرة بهندسة بالاديو ومرتبطة بكل من المعماري السير ويليام بروس (1630- 1710) والمعماري جيمس سميث (نحو 1645- 1731). أدى التهديد الناتج عن الثورات اليعقوبية بعد صدور قانون الاتحاد في عام 1707، إلى بناء دفاعات عسكرية مثل حصن جورج بالقرب من إنفيرنيس. أنتجت اسكتلندا عددًا من أهم المعماريين في القرن الثامن عشر، بمن فيهم كولن كامبل وجيمس غيبس وويليام آدم الذين أثروا جميعًا على العمارة الجورجية عبر بريطانيا بشكل كبير. أدى تأثير غيبس إلى بناء الكنائس التي استخدمت عناصر كلاسيكية مع مسقط مستطيل الشكل يلحق به برج في غالب الأمر.

## العمارة العامية

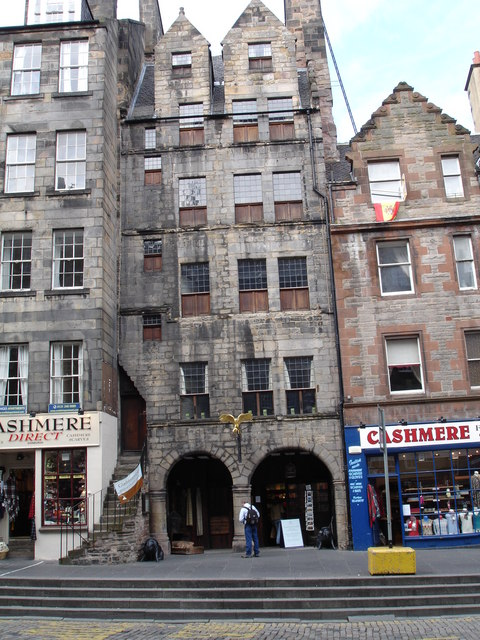
أرض جلادستون

استخدمت العمارة العامية في اسكتلندا مثل أي مكان آخر، المواد والأساليب المحلية. تميزت مساكن الفقراء بكونها مباني بسيطة للغاية بنتها مجموعات من العائلة والأصدقاء. يُعد الحجر مادة وفيرة في جميع أنحاء اسكتلندا وقد شكّل مادة بناء مشتركة بنوعيه الحجر الجاف والذي يستخدم الملاط. كان الخشب متاحًا مثلما هو الحال في العمارة الإنجليزية العامية وغالبًا ما استُخدمت الإطارات المنحنية (أزواج من الأخشاب المنحنية) لدعم السقف. جرى رفع الإطارات المنحنية في بعض الأحيان على الجدران لدعمها، بسبب نقص العوارض الخشبية الطويلة. بُنيت الجدران من الحجر في غالب الأحيان، ويمكن أن تحتوي على فجوات تُملأ بالعشب أو تُغطى بالطين. استُخدمت الجدران المملوءة بالأعشاب والتي تمتلك قواعد حجرية في بعض المناطق. لم تصمد الجدران المملوءة بالعشب طويلًا وكان لا بد من إعادة بنائها كل عامين أو ثلاثة أعوام. استُخدمت الجدران الطينية الصلبة في بعض المناطق مثل دندي والمناطق الجنوبية الغربية، أو تلك التي استخدمت مزيجًا من الطين والعشب والقش أو المصنوعة من الطين أو الجير لجعلها مقاومة للعوامل الجوية. استخدمت مناطق مختلفة العشب أو القش أو القصب من أجل التسقيف.
جرى إيواء معظم الأوائل من السكان المعاصرين في كل من الأراضي المنخفضة والمرتفعات ضمن قرى صغيرة ومساكن معزولة. قُسمت بعض من هذه المستوطنات بشكل فرعي لخلق قرى جديدة مع توسع السكان، وجرى تسوية المزيد من الأراضي الهامشية إذ أصبحت أكواخ الرعاة الجبلية (مجموعات من الأكواخ يشغلها الرعاة أثناء الرعي في المراعي الصيفية) عبارة عن مستوطنات دائمة. كان التصميم القياسي للمنزل في جميع أنحاء اسكتلندا قبل التحسين الزراعي عبارة عن سكن حظيرة أو منزل طويل المسقط، إذ تقاسم البشر والماشية سقفًا مشتركًا، وغالبًا ما فُصل بين الاثنين من خلال جدار فصل فقط. لاحظ المعاصرون أن المنازل الريفية في المرتفعات والجزر تميل لكونها أكثر بساطة؛ إذ احتوت على غرف مفردة ونوافذ طولية وأرضيات ترابية، وغالبًا ما اشتركت فيها عائلة كبيرة. على النقيض من ذلك، امتلكت العديد من البيوت الريفية في الأراضي المنخفضة غرفًا مميزة، وكانت مكسية بالجص أو الطلاء وامتلكت نوافذ زجاجية.
ربما عاش 10% من السكان في واحد من العديد من البرغوات التي نشأت في القرون الوسطى المتأخرة، وبشكل رئيسي في شرق وجنوب البلاد.  كانت إحدى خصائص هذه البرغوات الاسكتلندية أنها تتميز بشارع رئيسي طويل من المباني الشاهقة، حيث تتوزع الممرات والأزقة التي ما تزال إلى يومنا هذا. انتشرت في المدن البيوت التقليدية نصف الخشبية تتخللها منازل تجارية حجرية وأسقف منازل أكبر مبنية من الحجر وذات أسقف من الأردواز يسكنها النبلاء. لم تنج معظم المنازل المصنوعة من القش، ولكن يمكن رؤية البيوت الحجرية من هذه الفترة في إدنبرة في ليدي ستيرز هاوس وأتشسون هاوس وأرض غلادستون المكونة من ستة طوابق، وهو مثال مبكر على الاتجاه نحو البناء الطابقي في المدن متزايدة الازدحام، وإنتاج مساكن مقسمة أفقيًا. تضمنت العديد من البرغوات في هذه الفترة مقرات لتحصيل الضرائب، كانت بمثابة قاعات المدينة والمحاكم والسجون. غالبًا ما امتلكت أبراجًا للأجراس أو الساعات ومظهر القلاع. أُعيد بناء مدينة تولبوث القديمة في إدنبرة بناء على أوامر من ماري ملكة اسكتلندا منذ عام 1561، وقد احتوت على البرلمان حتى نهاية الثلاثينيات من القرن السابع عشر. يمكن مشاهدة أمثلة أخرى في تاين وكالروس ووستونهافن، التي غالبًا ما أبدت تأثيرات من البلدان المنخفضة من ناحية الجملونات المتدرجة والأبراج.

## عصر النهضة

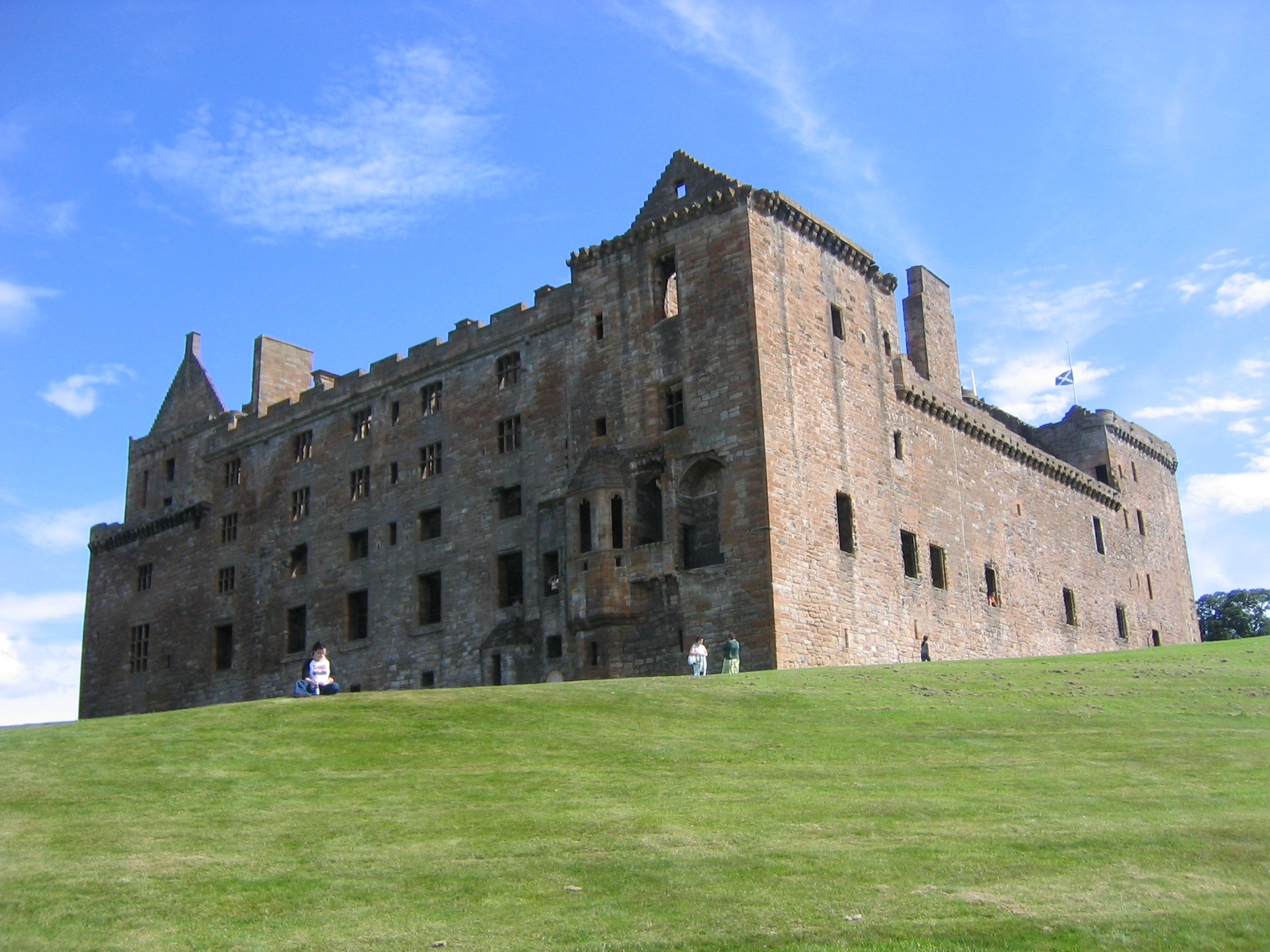
كان قصر لينليثغو وهو أول معلم معماري من نوعه في اسكتلندا قد خضع لإعادة تجديد واسعة على مبادئ عمارة عصر النهضة من القرن الخامس عشر.

ربما جرى توسيع البناء وأُعيد بناء القصور الملكية في عهد جيمس الثالث (حكم من عام 1460 وحتى عام 1488)، ووصل إلى ذروته في عهد جيمس الخامس (حكم من عام 1488 وحتى عام 1513). ينعكس تأثير عمارة عصر النهضة في هذه المباني. بُني قصر لينليثجو لأول مرة في عهد جيمس الأول (حكم من عام 1406 وحتى عام 1427)، تحت إشراف رئيس الأعمال جون دي والتون وأُشير إليه على أنه قصر من عام 1429، وكان على ما يبدو أول استخدام لهذا المصطلح في البلاد. جرى توسيعه في عهد جيمس الثالث ومثّل قصرًا إيطاليًا رباعي الزوايا، أو قصرًا على غرار القلعة يجمع بين التماثيل الكلاسيكية مع صور الفروسية الجديدة. هناك أدلة على أن جيمس الرابع قد استخدم الماسونيين الإيطاليين، واكتمل لينليثجو في عهده وأُعيد بناء القصور الأخرى بنسب إيطالية.
زار جيمس الخامس فرنسا في عام 1536 ليتزوج من مادلين فالوا، ومن هنا يمكن أنه قد اتصل مع عمارة عصر النهضة الفرنسية. وربما أدى زواجه الثاني من ماري جيز بعد ذلك بعامين إلى اتصالات وتأثيرات طويلة المدى. تجاهلت العمارة في عهده أسلوب جزيرة إنجلترا المعزولة إلى حد كبير، والتي كانت تحت حكم هنري الثامن، واعتمدت عوضًا عن ذلك الأشكال التي اعترفت بها أوروبا. بدلًا من نسخ الأشكال القارية العبودية، أدرجت معظم العمارة الاسكتلندية عناصر من هذه الأنماط في الأنماط المحلية التقليدية، وتكيفت مع التعابير والمواد الاسكتلندية (خاصة الحجر والهارل). صنع الحرفيون الفرنسيون بعض المنحوتات الخشبية الزخرفية، مثل أندرو مانسيون التي استقرت في اسكتلندا. أعقب المبنى في لينليثجو إعادة البناء في قصر هوليرود وقصر فوكلاند وقلعة ستيرلنغ وقلعة إدنبرة، وقد وصفها روجر ماسون بأنها «بعض من أفضل الأمثلة على عمارة عصر النهضة في بريطانيا».